# Антео Цамбони
Антео Цамбони (итал. Anteo Zamboni; Болоња, 11. април 1911 — Болоња, 31. октобар 1926) је био петнаестогодишњи анархиста који је покушао атентат на Бенита Мусолинија у Болоњи 31. октобра 1926. године, пуцајући на њега током параде прославе Марша на Рим.
Цамбони, чији је метак промашио Мусолинија, био је одмах нападнут и линчован у близини фашиста. Човјек који га је први ухапсио и идентификовао га као убицу био је коњички официр Карло Алберто Пазолини, отац редитеља Пјер Паола Пазолинија. Овај догађај кориштен је као политички притисак од стране фашистичке владе да распусти остале опозиционе странке.
Улица у Болоњи, «Мура Антео Цамбони», носи његово име. У филму о покушају атентата „Gli ultimi tre giorni“ из 1978. године, режисера Ђанфранка Мингоција, Антеа глуми Франко Лотерио.